# Onkokepon articulatus
Onkokepon articulatus är en kräftdjursart som beskrevs av An, Yu och Li2006. Onkokepon articulatus ingår i släktet Onkokepon och familjen Bopyridae. Inga underarter finns listade i Catalogue of Life.